# Macaduma pallicosta
Macaduma pallicosta là một loài bướm đêm thuộc phân họ Arctiinae, họ Erebidae.